# (37626) 1993 SG2
1993 SG2 (asteroide 37626) é um asteroide da cintura principal. Possui uma excentricidade de 0.15243520 e uma inclinação de 4.50838º.
Este asteroide foi descoberto no dia 19 de setembro de 1993 por Kin Endate e Kazuro Watanabe em Kitami.